# Gary Brandner
Gary Phil Brandner (ur. 31 maja 1930, zm. 22 września 2013) – amerykański scenarzysta, dramaturg i prozaik, autor horrorów.
Urodził się na Środkowym Zachodzie (Midwest). Studiował na University of Washington. Po ukończeniu studiów w 1955 roku, pracował w różnych zawodach (m.in. jako bokser amator, barman, geodeta). Ostatecznie zajął się literaturą. Opublikował blisko trzydzieści powieści, sto opowiadań oraz kilka sztuk scenicznych.
Najbardziej znany jest jako autor powieści grozy The Howling (1981), która zapoczątkowała jego trylogię o wilkołakach.
Na podstawie powieści powstał film Skowyt (1981), który miał liczne kontynuacje. Jednak sequele tego filmu nie były już związane z powieściami Brandera, choć był on współautorem scenariuszy.
Pod koniec życia osiedlił się wraz z rodziną w Reno. Zmarł na raka przełyku w 2013 roku.

## Twórczość wybrana

### CyklThe Howling
- The Howling
- Return of the Howling
- The Howling III: Echoes

### CyklThe Big Brain
- The Aardvark Affair
- The Beelzebub Business
- Energy Zero

### Inne powieści
- Walkers
- Hellborn
- The Brain Eaters
- Mind Grabber
- Living Off the Land
- The Boiling Pool
- Cameron's Closet
- Experiment
- Floater
- The Sterling Standard
- Offshore
- ROT
- Vitamin E: Key to Sexual Satisfaction
- Billy Lives
- Dressed Up for Murder
- Quintana Roo
- The Wet Good-Bye
- The Players
- A Rage in Paradise
- Carrion
- Saturday Night In Milwaukee
- Off the beaten track in London
- Doomstalker